# Musaranya del Transvaal
La musaranya del Transvaal (Crocidura maquassiensis) és una espècie de mamífer de la família de les musaranyes que es troba a Sud-àfrica, Eswatini i Zimbàbue.